# Навальний проти Росії
Навальний проти Росії (рос. Навальный против России; англ. Navalnyy v Russia) — назва низки судових процесів з 2015 по 2018 рік, ініційованих Олексієм і Олегом Навальними проти Російської Федерації в Європейському суді з прав людини.

## Історія
Російський опозиційний політик та активіст по боротьбі з корупцією Олексій Анатолійович Навальний у період з 2012 по 2014 рік був заарештований сім разів за участь у мітингах, три рази за їх проведення, дві демонстрації та збори в приміщенні суду, а також притягувався до відповідальності за адміністративні правопорушення або непокора наказам поліції. Стаття 20.2 Кодексу Російської Федерації про адміністративні правопорушення кваліфікує порушення процедури проведення громадських зборів як правопорушення. Навальний був оштрафований та отримав короткі терміни позбавлення волі. Він стверджував, що це порушує статті 5, 6, 11 та Європейської конвенції про захист прав людини і основоположних свобод. Також Навальний стверджував, що російська влада мала приховану мету: припинити його політичну активність і вплив.

## Судження
У ситуації з Навальним Європейський суд з прав людини виявив порушення статей 5, 6 та 11. На думку ЄСПЛ, російські суди діяли несправедливо, ґрунтуючи свої рішення лише на свідченнях поліції. У всіх семи випадках було порушення права на свободу зібрань. Також було порушено стаття 18, через арешти з дедалі більш неправдоподібних підстав. Арешти Навального були спрямовані на придушення політичного плюралізму, який становив частину «ефективної політичної демократії», керованої верховенством закону.